# Anisopteromalus caryedophagus
Anisopteromalus caryedophagus ist ein Hautflügler in der Familie Pteromalidae. Die Art wurde 1988 von dem französischen Entomologen Jean-Yves Rasplus beschrieben. Typlokalität ist Lamto in der Elfenbeinküste. Das Art-Epitheton caryedophagus bezieht sich auf die Wirtsgattung und bedeutet „Caryedon fressend“.

## Merkmale
Im Folgenden eine verkürzte Beschreibung basierend auf der Veröffentlichung von Rasplus (1988). Die Weibchen werden 2,1–2,8 mm lang, die Männchen 1,7–2,1 mm. Die Fühler der Weibchen weisen 3 Ringglieder (Anelli) auf, die der Männchen 2. Für die Weibchen gilt: Kopf, Thorax und Coxae sind bronzefarben mit leicht bläulich-metallischem Schimmer, manchmal grünlich. Der Gaster ist braun, seitlich mit bläulich-metallischem Schimmer. Scapus und Pedicellus sind gelbbraun, die Fühlergeißel dunkelbraun. Die Femora sind bläulich metallisch schimmernd, die Tibien gelbbraun mit dem distalen Drittel weißlich. Die Tarsen sind weiß, außer dem letzten Tarsenglied und den Klauen, die schwarz sind. Die Tegulae sind bräunlich. Die Flügel sind hyalin, die Flügeladerung dunkelbraun.
Die Männchen sind ähnlich gefärbt. Deren Hinterleib ist dunkelbraun mit hellerer Vorderseite, rechteckig und abgeflacht, viel weniger breit als der Thorax.

## Verbreitung
Die Art ist in der Afrotropis verbreitet mit Funden in der Elfenbeinküste, in Nigeria und in der Republik Kongo.

## Lebensweise
Anisopteromalus caryedophagus ist ein gregärer Ektoparasitoid, der das letzte Nymphenstadium des Erdnusssamenkäfers (Caryedon serratus) in den Samen der Hülsenfrüchtler Piliostigma thonningii und Cassia sp. befällt.